# The Adventures of Peg o' the Ring
The Adventures of Peg o' the Ring, também conhecido como Peg o’ the Ring, é um seriado estadunidense de 1916, no gênero aventura, dirigido por Francis Ford e Jacques Jaccard. Veiculou nos cinemas americanos de 1 de maio a 7 de agosto de 1916.

## Elenco
- Grace Cunard - Peg
- Francis Ford - Dr. Lund, Junior

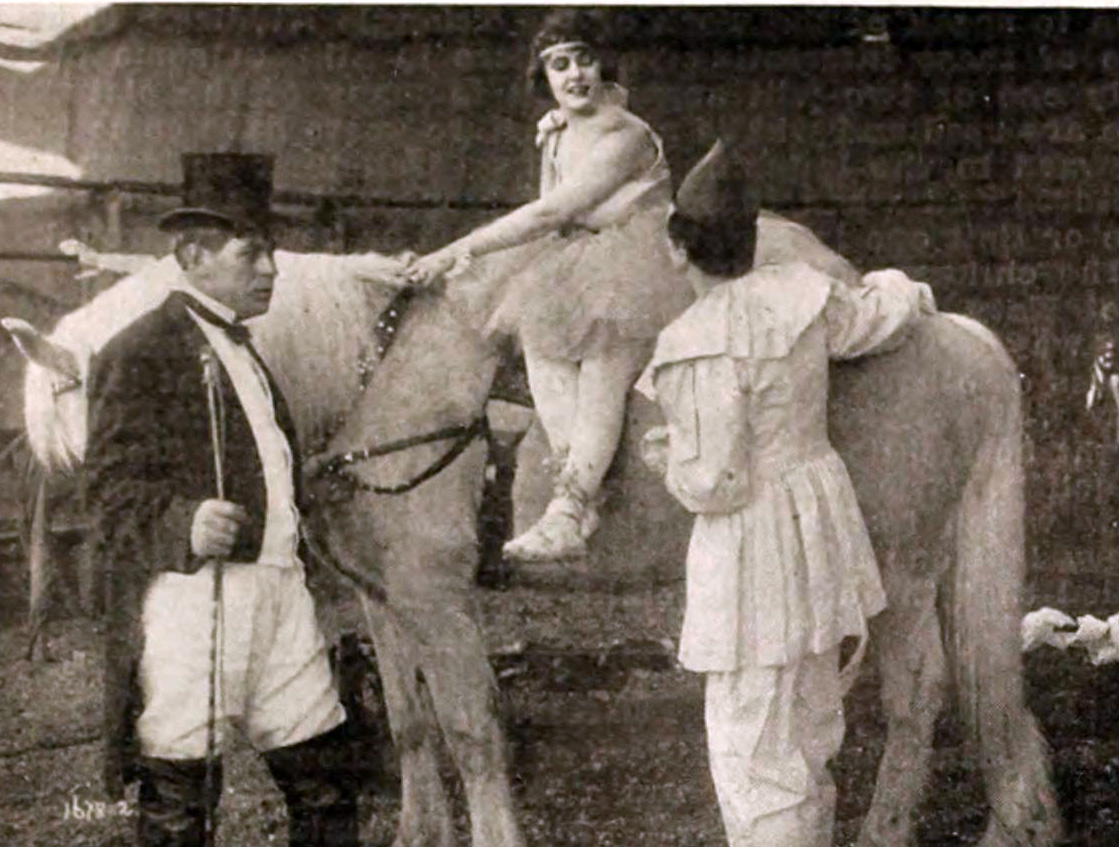
Cena do seriado, no Brasil intitulado A Filha do Circo

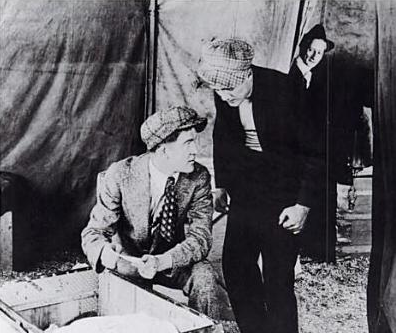
Cena do seriado, apresentando o irmão de Francis Ford, Jack Ford.

- Mark Fenton - Dr. Lund, Senior (creditado Marc Fenton)
- G. Raymond Nye
- Peter Gerald - Flip (creditado Pete Gerald)
- Jean Hathaway - Mrs. Lund
- Charles Munn
- Irving Lippner - Marcus, the Hindoo
- Jack Duffy
- John Ford – cúmplice de Lund (creditado Jack Ford)
- Lionel Bradshaw
- Eddie Polo - (cenas deletadas)
- Ruth Stonehouse - (cenas deletadas)

## Capítulos
1. The Leopard's Mark
2. A Strange Inheritance
3. In The Lion's Den
4. The Circus Mongrels
5. The House of Mystery
6. The Cry For Help or Cry of The Ring
7. The Wreck
8. Outwitted
9. The Leap
10. In the Hands of The Enemy
11. The Stampede
12. On The High Seas
13. The Clown Act
14. The Will
15. Retribution

## Brasil
A estreia no Brasil foi no Íris Theatre, em São Paulo, a 24 de dezembro de 1916, sob o título "A Filha do Circo", com os dois primeiros episódios intitulados “O leopardo” e “A herança estranha”.